# Блаж
Блаж (рум. Blaj, венг. Balázsfalva) — город в Румынии, в жудеце Алба. В XVIII—XIX вв. город являлся важным культурным центром для румын Трансильвании, сыграв значительную роль в формировании современного румынского языка и национального самосознания румынской нации. В Блаже был издан первый учебник грамматики румынского языка, а в 1754 году была открыта первая школа с преподаванием на румынском языке.

## География
Город расположен в центре исторической области Трансильвания, в 105 км от города Клуж-Напока.

## Население
По данным переписи 2016 года в Блаже проживало 20 978 человек. Большинство из них составляют румыны (78,26 %). Среди национальных меньшинств преобладают цыгане (8,27 %) и венгры (6,32 %). 6,9 % населения данные о своей национальности не предоставили. Среди верующих большинство составляют православные (69,27 %), за ними идут греко-католики (13,24 %), реформаты (4,14 %), католики (2,81 %), баптисты (1,59 %) и пятидесятники (1,11 %). Данных о вероисповедании 6,91 % жителей не имеется. В Блаже находится резиденция главы Румынской греко-католической церкви.

## Галерея

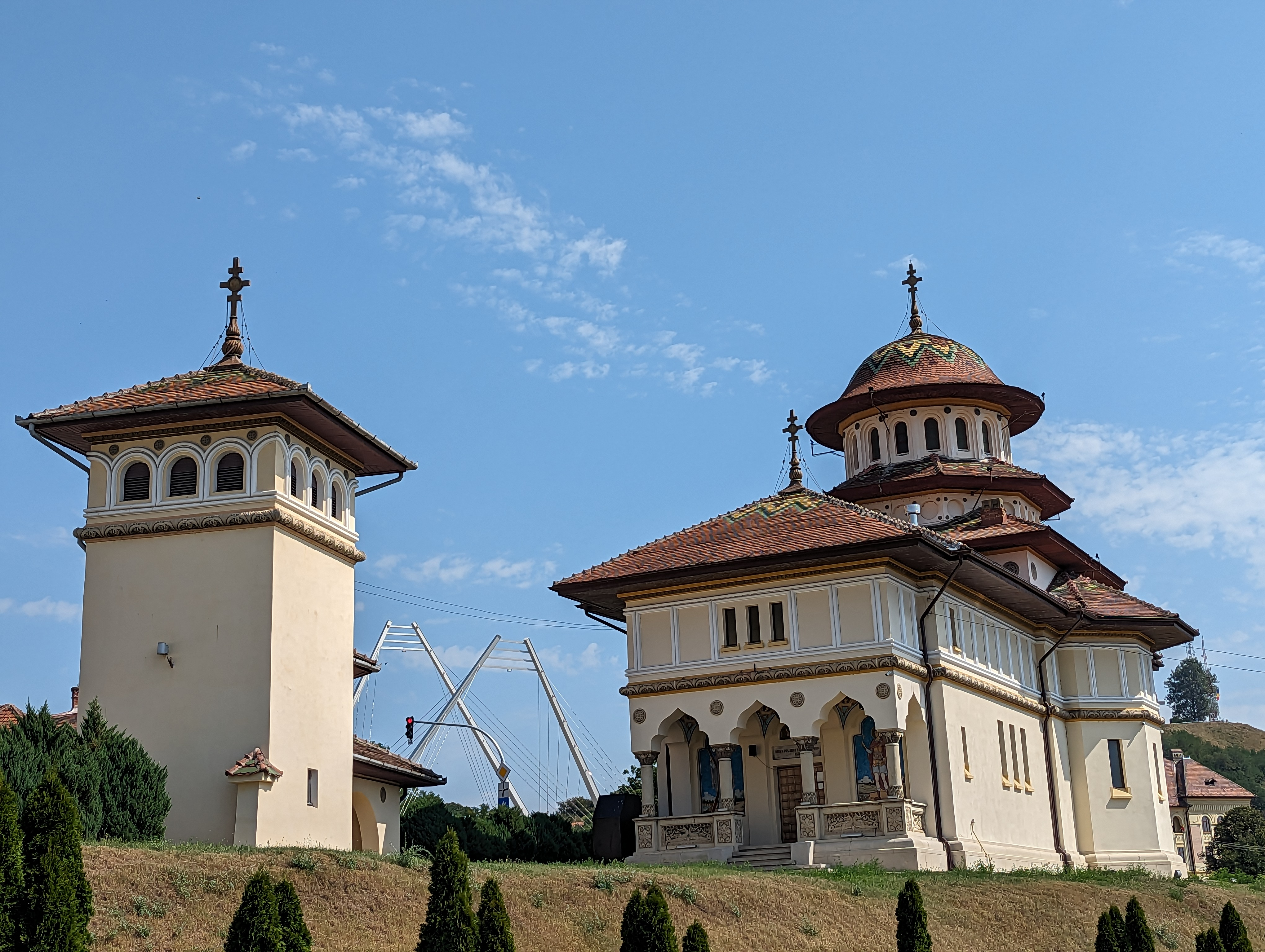
Православная церковь апостола Андрея Первозванного и великомученика Георгия
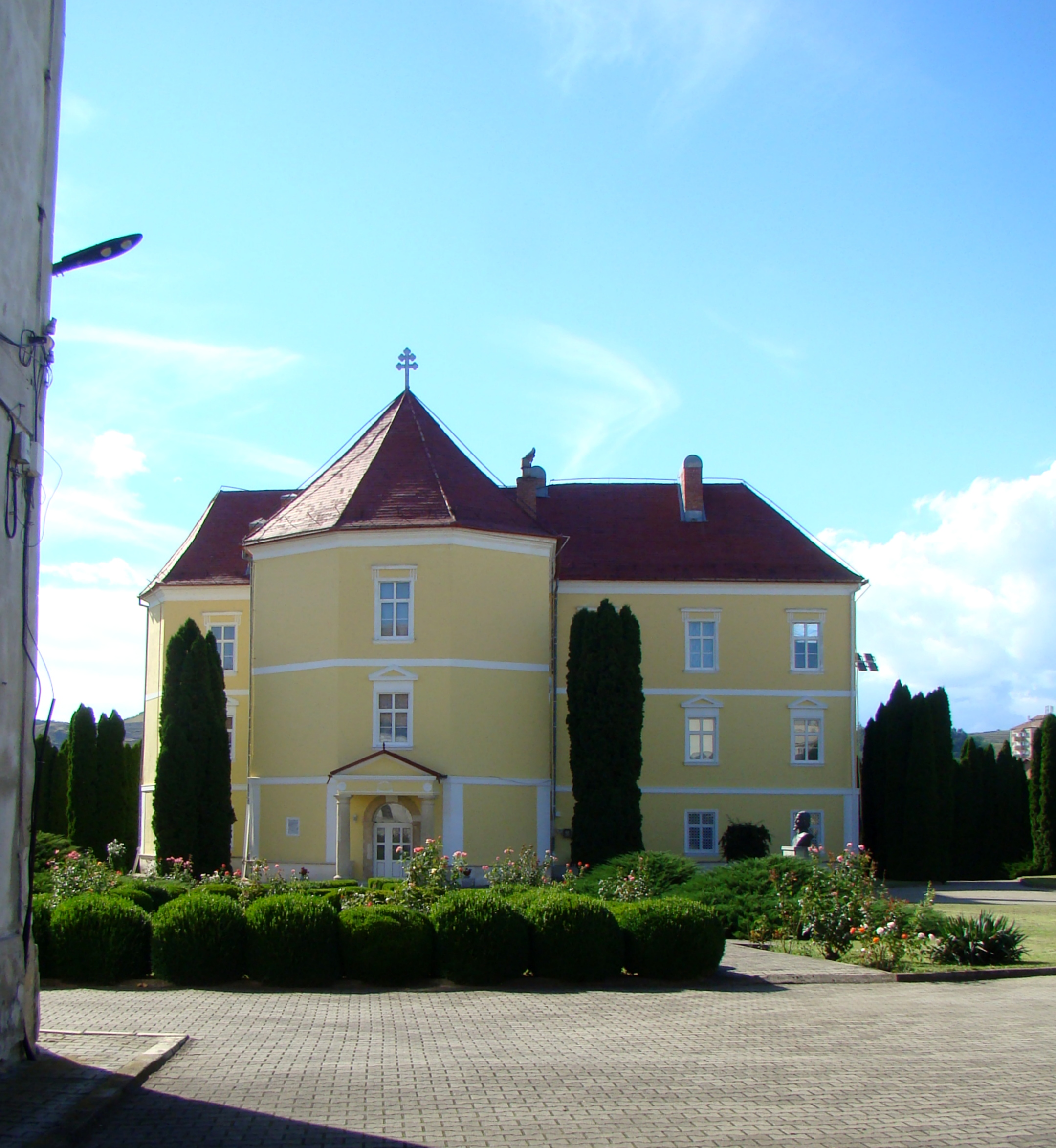
Дворец митрополита
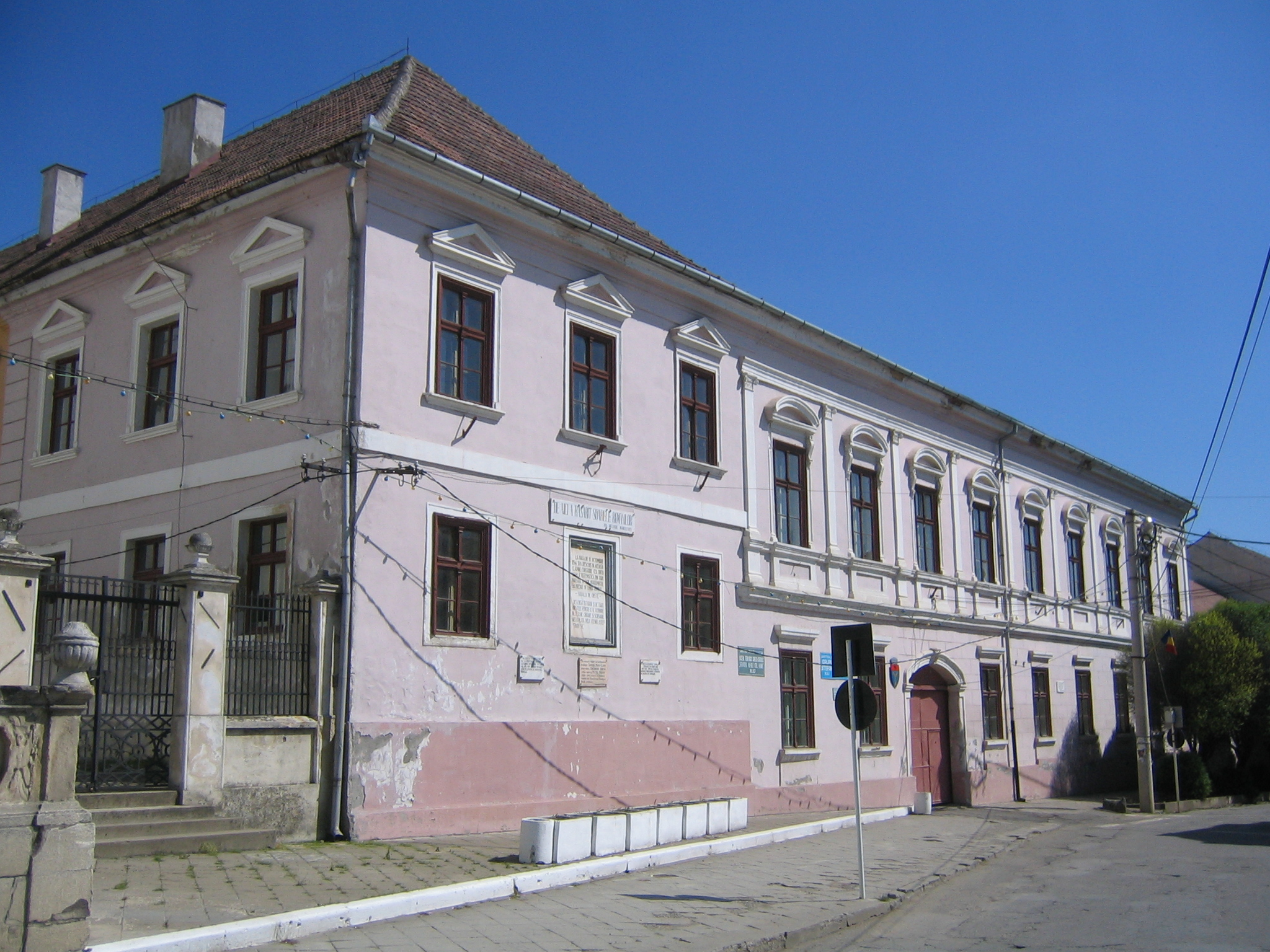
Старая начальная школа (одна из первых румыноязычных школ XIX века)
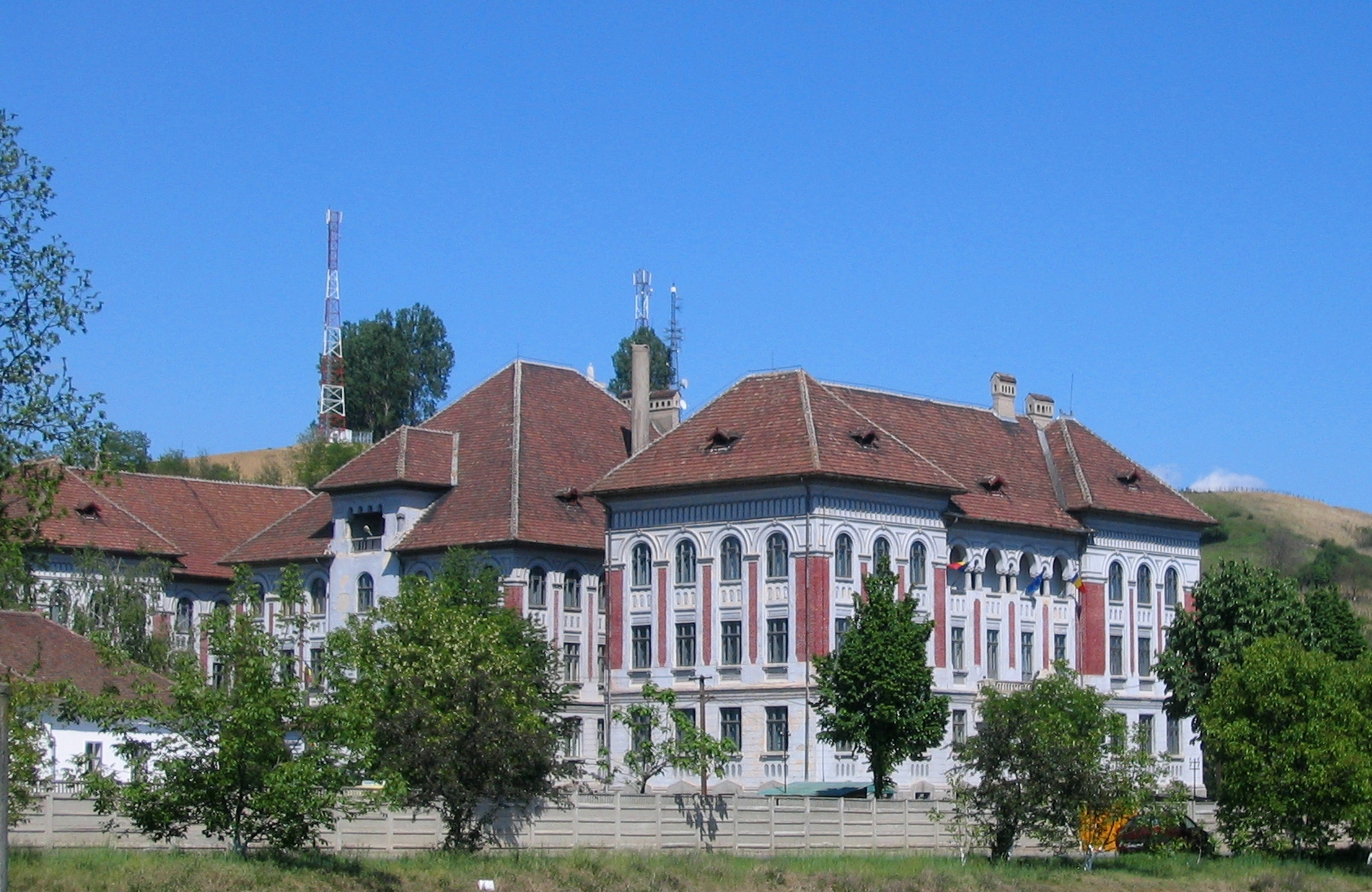
Колледж имени Иноченциу Мику-Кляйна[рум.]
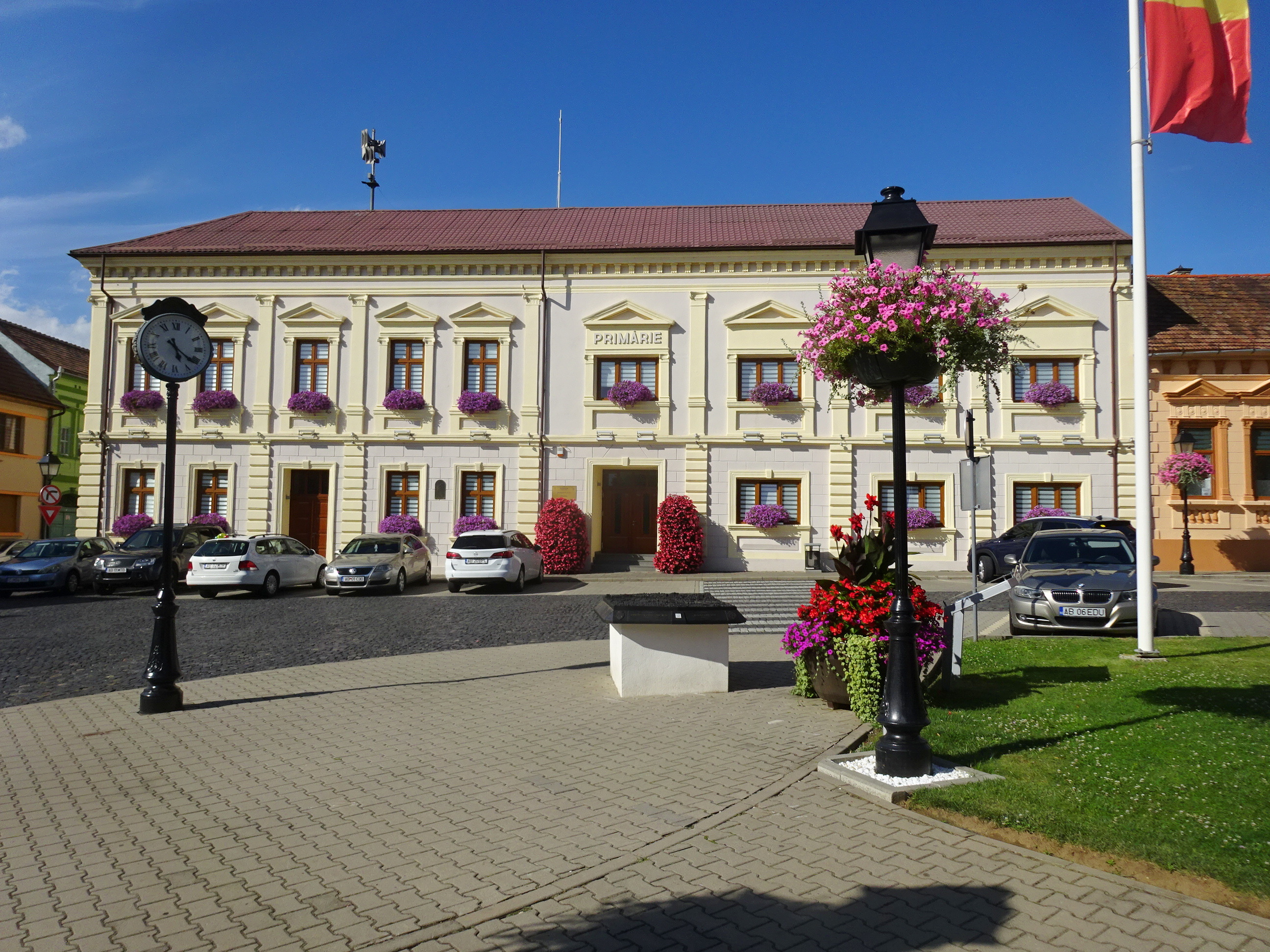
Мэрия
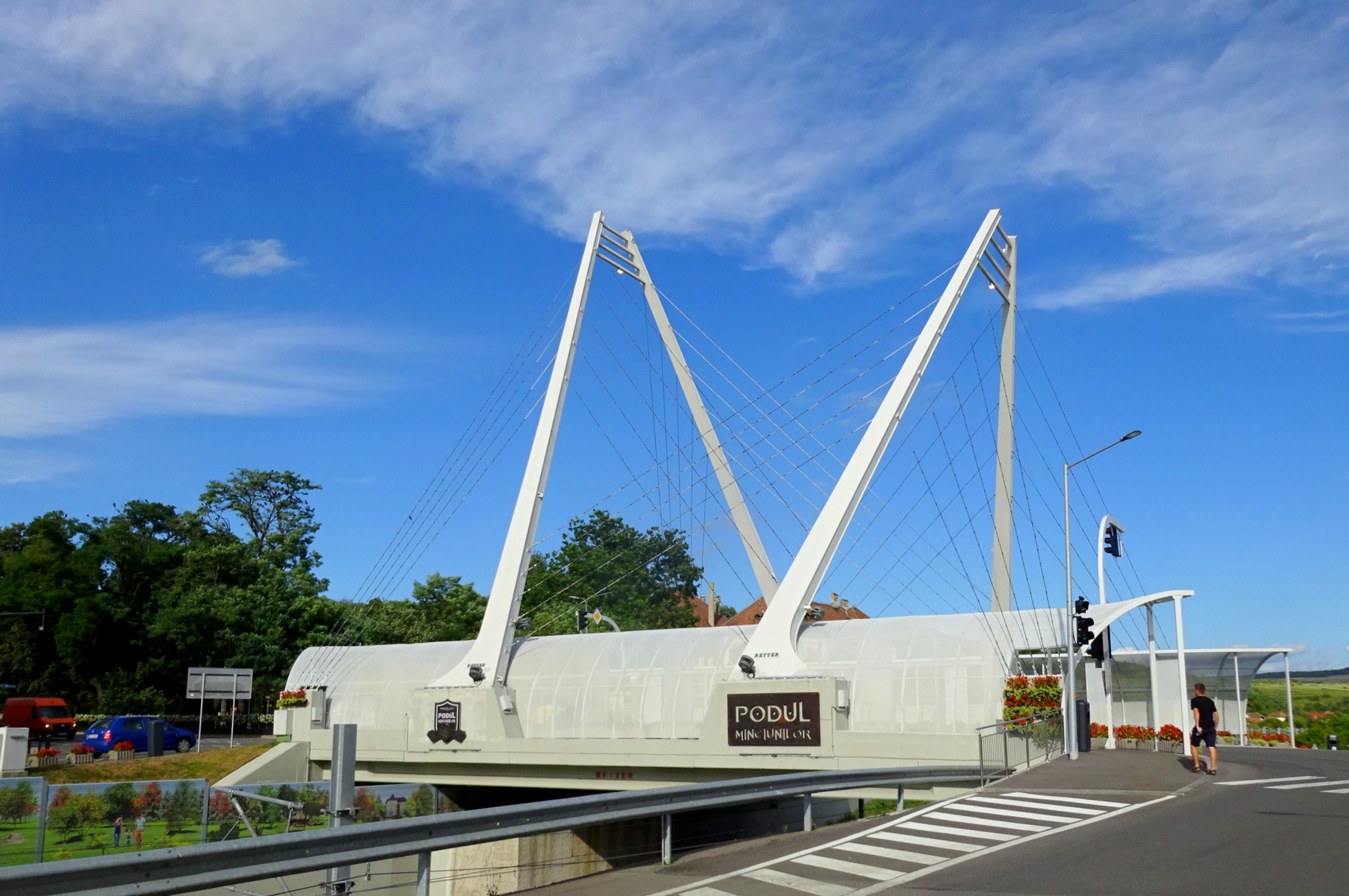
Мост обманов
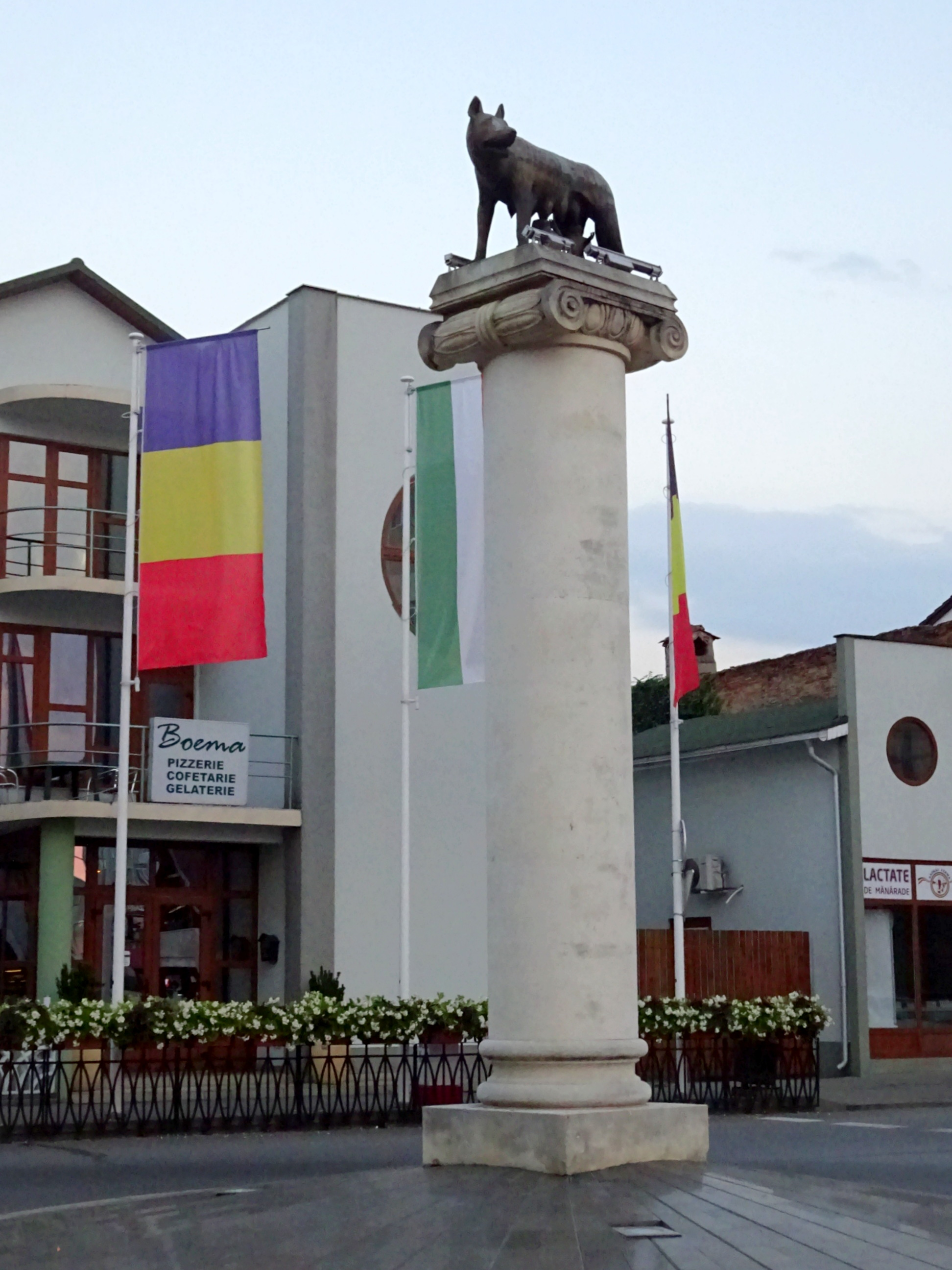
Капитолийская волчица

## Города-побратимы
- Бакэу (Румыния)
- Альшвиль (Швейцария)
- Морланвельз (Бельгия)
- Реканати (Италия)
- Дурлешты (Молдавия)